# Castello di Carpaneto
Il Castello di Carpaneto, conosciuto anche come castello Scotti, è un castello situato nel centro di Carpaneto Piacentino, in provincia di Piacenza.

## Storia
Pur in assenza di testimonianze scritte, è probabile che una fortificazione a Carpaneto esistesse già nel XII secolo, forse realizzata ad opera della famiglia Malaspina che nel 1180 lasciò alla basilica di Sant'Antonino di Piacenza tutti i suoi diritti sul paese, nonché su tutti i loro beni localizzati tra i torrenti Chero e Vezzeno. L'edificio fu probabilmente raso al suolo negli ultimi anni del secolo da parte dei populares piacentini e poi, ancora, nel 1216 da truppe ghibelline provenienti dalle non distanti Pavia e Cremona e impegnate nella guerra contro le guelfe Piacenza e Milano.
La prima citazione documentata del castello è del 1321, quando, mentre era di proprietà di Rolando Scotti, fu raso al suolo, insieme a diverse altre fortificazioni, da parte delle truppe filoviscontee coinvolte nella lotta contro i guelfi piacentini. Dopo essere stato ricostruito ad opera di Rolando Scotti nel 1370, ai primi del Quattrocento appartenne alla famiglia Del Cario fino a che, nel 1435, Antonio Del Cairo lo cedette a Beatrice Anguissola che fu in grado di acquistarlo grazie al denaro messo a disposizione dal figlio Giovanni.
Poco dopo il castello pervenne ad Alberto Scotti che nel 1441 ottenne da parte del duca di Milano Filippo Maria Visconti la concessione del feudo di Carpaneto e del relativo titolo comitale come riconoscimento per la fedeltà dimostrata dalla famgilia Scotti. Ottenuta l'investitura, Alberto Scotti ricsotruì il castello, nel frattempo caduto in uno stato di degrado e trasformò Carpaneto in un borgo dotato di fortificazioni e fossati.
Nel corso del XVI secolo il castello fu utilizzato come base di partenza per le incursioni in tutto il Piacentino di Pier Maria Scotti, il quale aveva abbandonato la fazione guelfa per allearsi con i ghibellini e aveva sfruttato una sollevazione antifrancese per il raggiungimento del suo tornaconto personale. Nel 1521, alla morte dello Scotti, l'importanza di Carpaneto calò drasticamente.
Carpaneto fu in seguito inserito nella contea di Vigoleno, poi elevata a marchesato, della quale fu investita sempre la famiglia Scotti, che mantenne la proprietà del castello anche dopo la cancellazione dei feudi avvenuta durante il periodo napoleonico, fino al 1891, anno in cui, a causa della difficile situazione economica famigliare, esso fu ceduto all'ente comunale, venendo successivamente adibito a sede dell'ente, delle scuole e della pretura.
Nel 1934 furono avviati dei lavori di restauro, che inclusero il completamento del lato nord-orientale del portico posto verso il cortile interno e del corridoio soprastante. Contemporaneamente alcune pareti furono decorate dal pittore futurista piacentino BOT, mediante la tecnica dell'aeropittura, con soggetti legati ai temi bellico e industriale. Tre anni più tardi furono decorate con affreschi le pareti ai lati dello scalone con opere ispirate all'impero e alla donna italica, successivamente rimaneggiate.
Dopo la seconda guerra mondiale alcune delle opere di BOT furono ricoperte poiché raffiguranti soggetti eminentemente fascisti, come la marcia su Roma, mentre altre furono ritoccate per eliminare i riferimenti al regime. Alcune delle decorazioni furono poi recuperate nel 2008, a seguito dei lavori di restauro a cui fu sottoposto il salone.
Successivamente restaurato, dagli ultimi anni del Novecento il castello ospita unicamente la sede comunale.

## Struttura

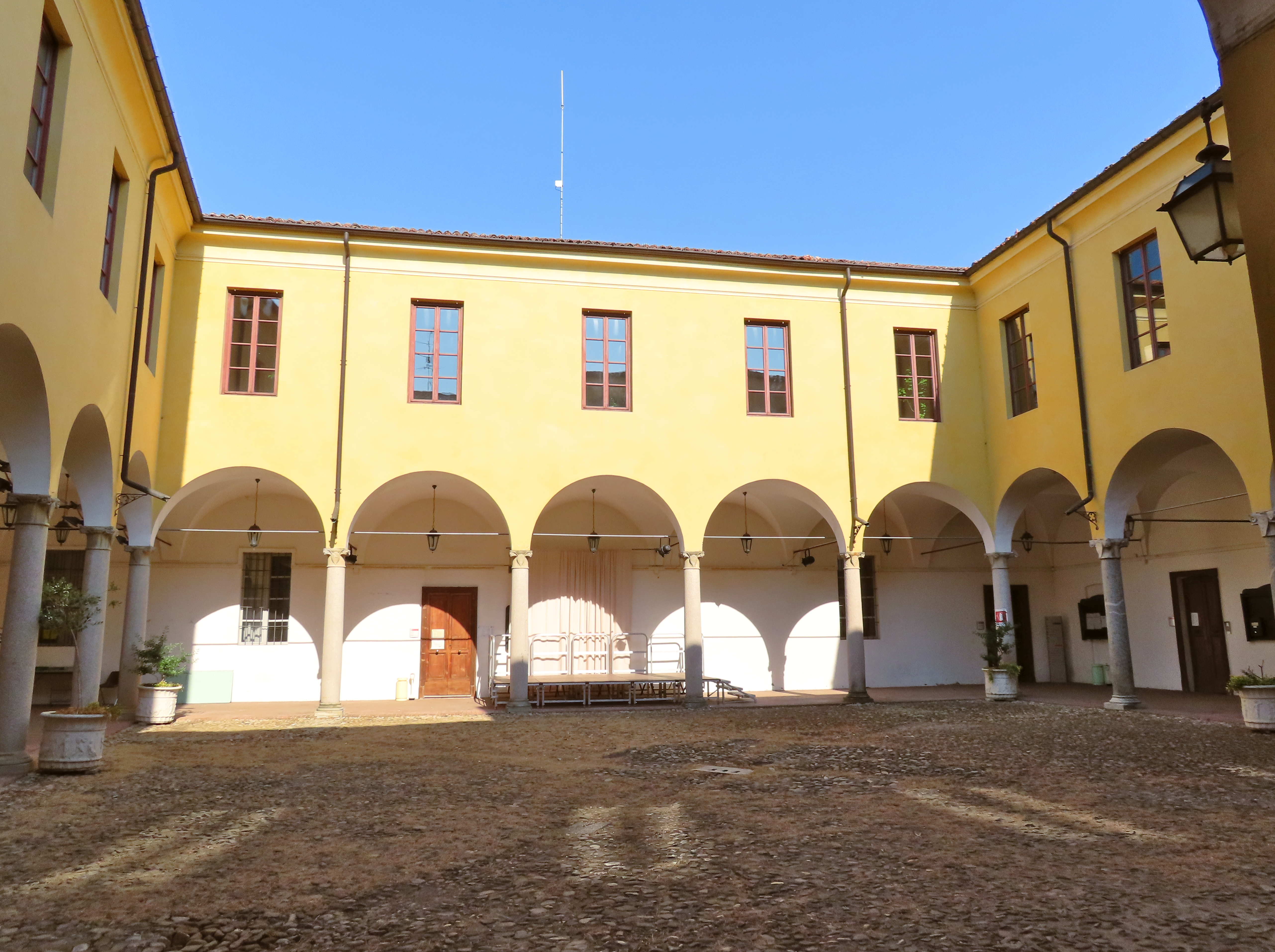
Il loggiato quattrocentesco posto nel cortile interno

Il castello faceva precedentemente parte di un borgo fortificato, di cui non rimangono vestigia, a causa di una lunga serie di demolizioni avvenute nel corso degli anni e culminate nel 1930 nella distruzione della porta d'ingresso posta in direzione di Piacenza, sulla quale capeggiava uno stemma della famiglia Scotti da Vigoleno in pietra e degli ultimi resti del ponte levatoio.
Il castello, di epoca quattrocentesca, presenta su tre lati su quattro i muri esterni scarpati. Sul cortile interno si apre un porticato caratterizzato da colonne in granito con capitelli in arenaria decorato con i simboli della famiglia Scotti.
All'interno del castello si trovano le sole aeropitture murali del Piacentino, opera del pittore futurista BOT, realizzate nel 1934 per la volontà del podestà locale Carlo Nazzani e poste nel salone a lui dedicato al piano superiore dell'edificio.
Sul soffitto è presente un tricolore appeso a un fascio littorio che trapassa un globo terrestre, a ricordo della trasvolata dell'Atlantico effettuata da Italo Balbo, che è ricordata anche dalla presenza di sei aerei posti a fianco della scritta "la luce viene da Roma".
Sulle pareti sono presenti elementi della storia del fascismo, a partire dalla vittoria nella guerra contro l'Austria, celebrata con un elemetto, un moschetto e un arcobaleno che sovrasta le Alpi; sulla parete opposta è presente la data della marcia su Roma, nonché un arco di trionfo poggiante su una coppia di fasci littori e una serie di bandiere che circondano un giovane intento a sollevare una fiaccola affiancato da un'aquila.
Nella parete posta tra le due sono presenti diverse iniziative opera del regime: la campagna contro la tubercolosi, rappresentata da una doppia croce e dalla scritta "Il simbolo che a tutti deve ricordare: un santo dovere" e l'educazione dei più giovani, con una casa della GIL davanti alla quale si trova il monumento dedicato al Balilla e il motto mussoliniano Credere, Obbedire e Combattere.
Altre decorazioni furono aggiunte nel 1937 lungo lo scalone d'accesso: in totale furono realizzati tre dipinti, due dei quali, di 5x4 m, presentavano soggetti a tema imperiale, mentre l'ultimo, più piccolo e raffigurante la Donna Italica, si può ancora vedere, anche se con alcuni rimaneggiamenti.